# مارك أبوت
مارك أبوت (بالإنجليزية: Mark Abbott)‏ هو لاعب اتحاد الرغبي نيوزلندي، ولد في 20 فبراير 1991 في كرايستشرش في نيوزيلندا.

## وصلات خارجية
- مارك أبوت على موقع ItsRugby.co.uk (الإنجليزية)